# フォルクスワーゲン・ニーヴァス
ニーヴァス（Nivus）は、フォルクスワーゲンが製造・販売しているクロスオーバーSUVである。2021年夏ごろからは欧州にてタイゴ（Taigo）の名称で発売される予定。

## 概要
2020年4月16日に発表。同年5月28日に初公開。「ニュー・アーバン・クーペ」をコンセプトに開発されたポロクラス（Bセグメント）のコンパクトクロスオーバーSUVで、ブラジルで開発・製造された。プラットフォームは6代目ポロや2代目アウディ・A1などにも用いられている「MQB A0」が採用されている。
スタイリングは低いルーフラインでクーペスタイルとすることで、同サイズのT-Crossと差別化がなされた。ヘッドライトやデイタイムライト、フォグランプにはLEDが用いられ、最新のVWモデルであることを主張。インテリアは10インチタッチスクリーンや10インチ液晶デジタルメーターの搭載が特徴で、インフォテインメントシステム「VW Play」がナビゲーションや音楽再生などのコネクティビティやエンターテインメントを提供する。安全装備は、ACC（アダプティブ・クルーズ・コントロール）や衝突被害軽減ブレーキ、ヒルホールドアシストなどを標準装備とした。
搭載されるエンジンは「200 TSI」と呼ばれるフレックス燃料に対応した1.0L直列3気筒TSIエンジンで、ガソリンを使用した場合は最高出力116hp（87kW）、エタノールを使用した場合は最高出力128hp（96kW）を発揮。これに6速ATを組み合わせる。